# Фелинология
Фелинологията е наука изучаваща котките.
През 1999 г. е регистрирана Българска федерация по фелинология, от 2002 г. пререгистрирана като Национална федерация по фелинология
(НФФе).
Някои международни фелинологически оганизации са:
- FIFe – Federation International Feline
- WCF – World Cat Federation
- CFA – the Cat Fanciers Association
- CFF – the Cat Fanciers Federation
- TICA – the International Cat Association

- Федерация по фелинология на България

Целта на Федерацията по фелинология в България е защитата на животните, особено на котките, както и обучението на заинтересованите лица по всички аспекти, свързани със собствеността, регистрацията, отглеждането и излагането на котките, съгласно правилата на Международната федерация по фелинология (FIFe), независимо от породите
1. ↑  Национална федерация по фелинология //    Архивиран от оригинала на 2021-07-23. Посетен на 2008-01-08.
2. ↑  Съюз на фелинолозите в България //   Посетен на 2024-02-05.